# Бернардо III (граф Бесалу)

Каталонские графства в IX-XII вв.

Бернард III (Bernard III, catalan. Bernat III de Besalú; ум. 1111/1112) — последний граф Бесалу, представитель Барселонской династии. Сын Гильома II и Эстефании Провансской.
Когда умер отец (убит своими вассалами в 1066/1070), Бернард III был ещё ребёнком. Его регентом и соправителем стал дядя — Бернард II. И только приблизительно с 1097 г., после его смерти, Бернард III правил один.
Жена (брачный контракт от 1 октября 1107) — дочь графа Барселоны Раймона Беренгара III, которой ко дню свадьбы было не больше двух лет. В некоторых генеалогиях она указана с именем Химена. Её приданым было графство Осона.
Этот брак, в котором разница в возрасте супругов составляла 50 лет, был формой передачи владений от одного правящего дома другому.
Бернард III умер в 1111/1112 году бездетным. Согласно заключенному еще 10 октября 1107 г. соглашению графство Бесалу, а также Риполлес, Валлеспир, Кастельну, Феноллет и Перапертуз наследовал его тесть Раймон Беренгар III. Несколько сеньорий получили сестра Бернарда III Эстефания и её муж граф Роже II де Фуа.
Вдова Бернарда III Химена в 1117 г. вышла замуж за Роже III де Фуа.